# 米线

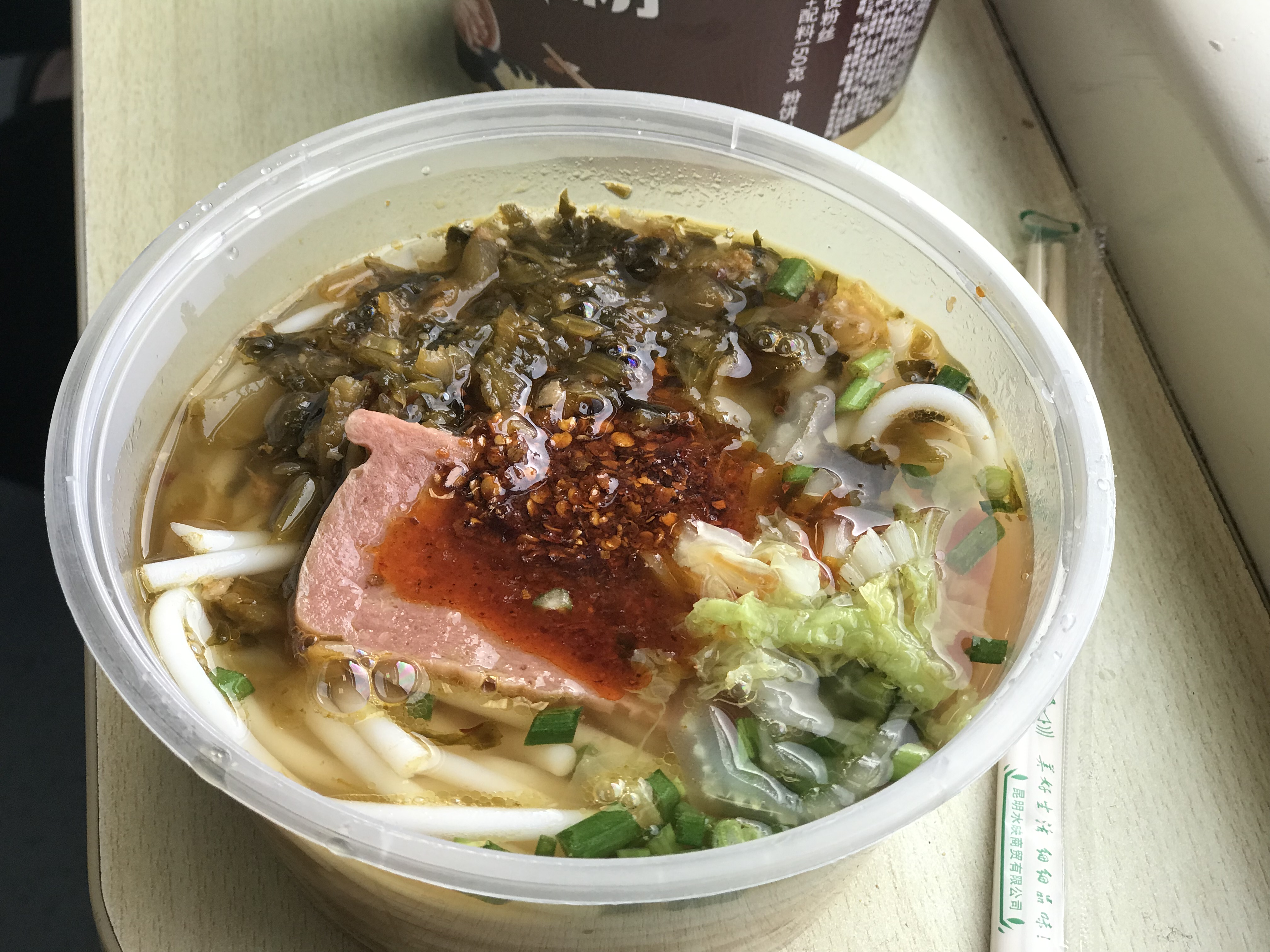
中国铁路Z287次列车上贩卖的酸菜米线

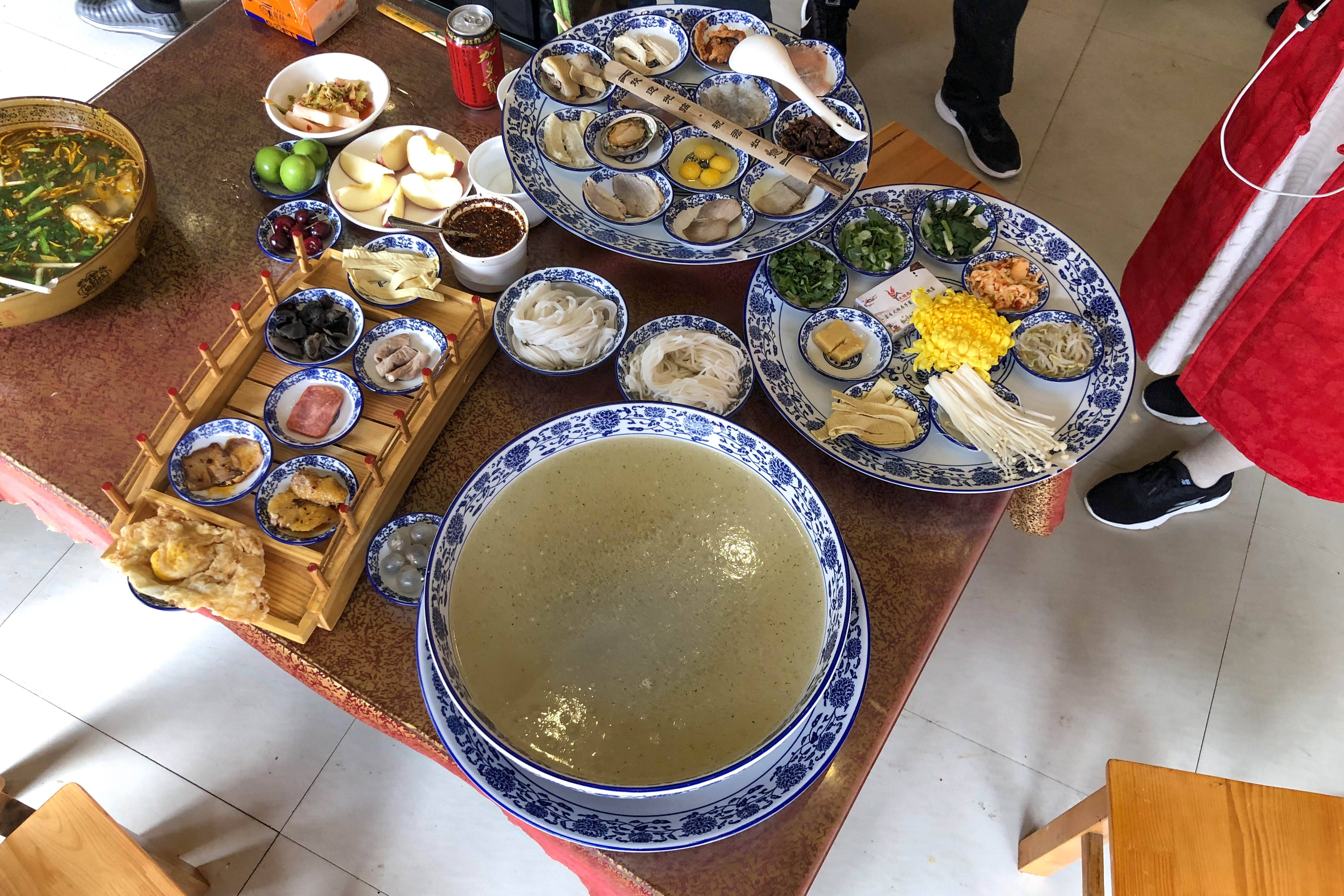
蒙自市当地的过桥米线

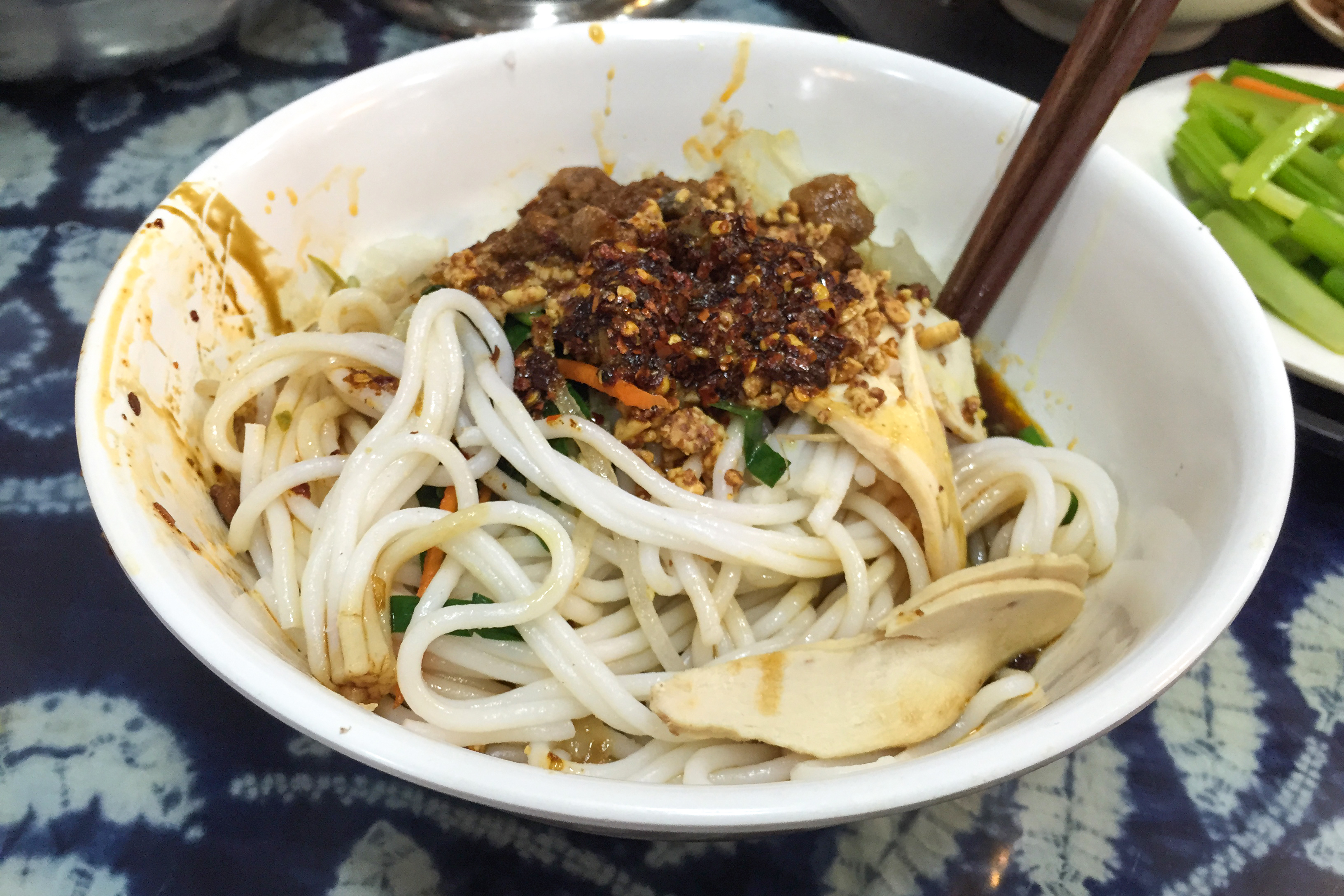
昆明市内的凉拌米线

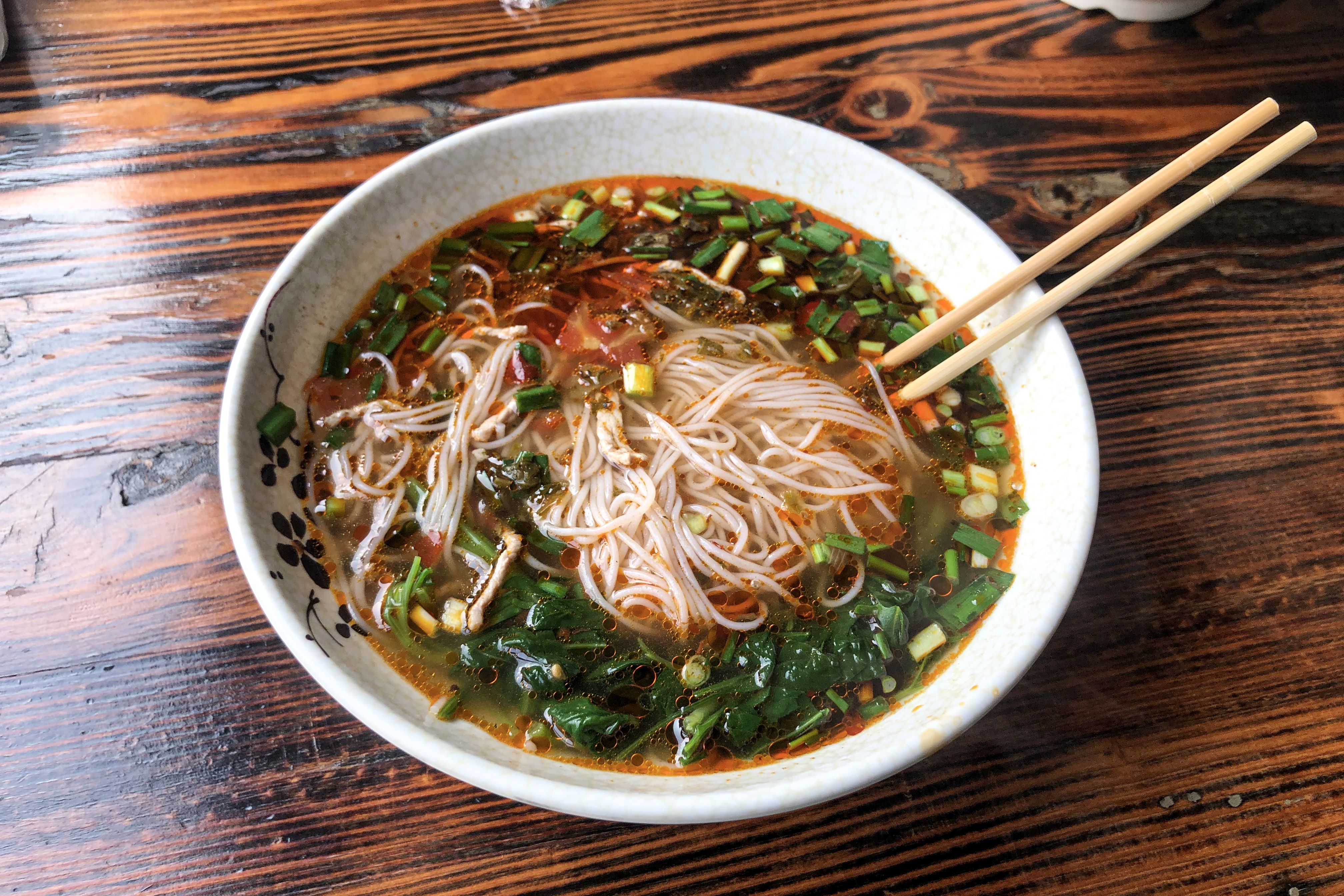
元阳县用哈尼红米制作的米线

米线是对一种源自中國的餐食，是以新鲜大米为原料，经过选米、净米、洗泡、发酵、磨浆、潮化、合成、初蒸、压榨、煮熟、冷却、漂洗、装箩等一系列十多道工序制成的线条状的米制品食物的专有称呼。《食次》與《齊民要術》、《隋書》中有記述其製程，現製程繁複各地獨立發展，光雲南蒙自就有酸漿和乾漿兩種米線。
而最早原产自广东省广州市沙河镇的“沙河粉”，实际上更接近于云南出产的卷粉或普洱、西双版纳等地的“米干”，而不是米线。
市面上常见的新鲜米线分为“酸浆米线”和“干浆米线”两种。
家常和早餐时的新鲜速食米线，通常烹饪方法为：在开水中稍煮后滤水捞出，放入用新鲜“筒子骨”熬製的骨头汤，撒上葱花、 盐、味精、油辣椒、用“昭通酱”炒製的肉酱（当地人称之为“罩帽”、“肉帽”或者“帽子”）、再淋上少许酱油，趁热吃。
著名的米线当推过桥米线，过桥米线起源于云南蒙自，有111多年的历史。其特殊的地方在于肉汤和佐料：肉汤含有一层厚厚的鸡油用于保温。肉汤温度接近滚烫，但鸡油阻止了蒸汽的挥发，所以外观看不出其滚烫来。吃的时候现把切得很很很薄的猪瘦肉片和打开的生鹌鹑蛋放入肉汤，用筷子稍微搅拌使生食充分烫熟。然后把米线拨入肉汤，加入上述的其他佐料拌匀食用。昆明及开远等地亦盛行小锅米线。

## 米線在香港及英國
米線約在90年代進入香港，但未算流行，至2008年譚仔雲南米線拆伙，析出譚仔三哥，分店漸多，開始在香港流行，但風格與雲南的稍有出入，即使過橋米線也沒有雞油，倒成為了雜錦材料的米線，炸醬則較雲南的甜。隨後，漸有其他獨立經營食店專營米線，如「老闆娘」、「富金軒」等，也有一些逐漸成為小規模的連鎖，如「雲川」(前稱「雲川燒」，主要在屯門區和元朗區開設分店)。隨著港人在2020年起的移民潮，有移英港人因掛念吃米線而成立了「英國米線關注組」，而英国也出現了一些米線食店，如「雲貴川小鬍子」在2023年4月下旬於英國倫敦開設首間分店。
至於一般食店，也添加了米線作為粗麵、幼麵、米粉等以外的選擇。

## 参看
- 米粉
- 粉丝
- 饵丝
- 沙河粉
- 稻米